# Académie de musique du Québec
Pour les articles homonymes, voir Académie (homonymie), Académie de musique et AMQ.
L'académie de musique du Québec (AMQ) est une association sans but lucratif. Fondée à Québec en 1868 et incorporé par décret de la Reine Victoria en 1870, elle regroupait les musiciens les plus réputés du Québec.  Ses objectifs sont de promouvoir le goût de la musique, élever le niveau des études musicales et les régulariser en établissant des programmes, en instituant des examens et en décernant des diplômes et des attestations dans toutes les disciplines de l'enseignement musical.
Dès 1911, par une loi du premier ministre de l'époque, Sir Lomer Gouin, l'Académie de musique du Québec reçoit la mission d'organiser et d'administrer le Concours Prix d'Europe. Le Concours Prix d'Europe a fêté, en 2011, son 100e anniversaire et offre chaque année au lauréat une bourse d'études de 25 000 $ offerte par le ministère de la Culture, des Communications et de la Condition féminine du Québec. Ce concours est ouvert aux instrumentistes et chanteurs du Québec. Depuis 2009 et à tous les deux ans, le Concours offre aussi aux jeunes compositeurs, le Prix Fernand-Lindsay, une bourse de 10 000$ offerte par la Fondation Père Lindsay. Le concours Prix d'Europe a pour but d'encourager de jeunes musiciens à perfectionner leur art et à poursuivre leurs études musicales à l'extérieur du Québec. De nombreux autres prix sont également décernés.

## Anciens présidents de l'Académie
- Ernest Gagnon, 1868-71, 1874-76, 1887-88, 1889-90
- Frederick William Mills, 1871-72
- Pierre-M. Lagacé, 1872-74
- Calixa Lavallée, 1876-77, 1879-80
- Frantz Jehin-Prume, 1877-78
- Gustave Gagnon, 1878-79, 1881-82, 1883-84, 1885-87, 1893-94, 1895-96, 1897-98, 1899-1900, 1901-02
- P.R. MacLagan, l880-81
- Paul Letondal, 1882-83, 1888-89
- Romain-Octave Pelletier, 1884-85, 1894-95, 1902-04, 1909-l0, 1915-16
- L.-A. Maffré, 1890-91
- Edward Arthur Bishop, 1891-92
- Émery Lavigne, 1892-93, 1900-01
- Dominique Ducharme, 1896-97
- Arthur Letondal, 1898-99, 1905-06, 1913-14, 1920-23
- Arthur Lavigne, 1904-05, 1906-07, 1908-09
- Joseph Saucier, 1907-08, 1911-12
- J.-Arthur Bernier, 1910-11, 1912-13
- Joseph Vézina, 1914-15
- Arthur Laurendeau, 1916-18, 1926-29
- J.-Alexandre Gilbert, 1918-20, 1941-44
- Léon J. Dessane, 1923-26
- Henri Gagnon, 1929-32
- Frédéric Pelletier, 1932-35
- Omer Létourneau, 1935-38
- Auguste Descarries, 1938-41
- Edmond Trudel, 1944-47, 1950-52
- Edwin Bélanger, 1947-50, 1953-56, 1963-65, 1971-74
- Gabriel Cusson, 1952-53, 1956-59
- Joseph Turgeon, 1959-62
- Jean Papineau-Couture, 1962-63
- Raymond Daveluy, 1965-71
- Gaston Arel, 1974-80, 1981-84, 1987-88
- Lise Desrosiers, 1980-81
- Louise André, 1984-87
- Francoise Bertrand, 1990-2002
- Monik Grenier, 2002-2003
- Richard Raymond, 2003-2004
- Jean Marchand, 2005-2008
- Richard Proulx, 2008-2010
- Lise Boucher, 2010-présent

### Archives
- Le fonds d'archives de L'Académie de musique de Québec est conservé au centre d'archives de Québec de Bibliothèque et Archives nationales du Québec[1].